# Danjiangkou
Danjiangkou (chiń. 丹江口市; pinyin Dānjiāngkǒu Shì) – miasto na prawach powiatu we wschodniej części prefektury miejskiej Shiyan w prowincji Hubei w Chińskiej Republice Ludowej. Liczba mieszkańców miasta, w 2010 roku wynosiła 443755.